# Kanton La Ferté-Gaucher
Der Kanton La Ferté-Gaucher war bis 2015 ein französischer Wahlkreis im Arrondissement Provins, im Département Seine-et-Marne und in der Region Île-de-France; sein Hauptort war La Ferté-Gaucher. Vertreter im Generalrat des Départements war von 1994 bis 2015, wiedergewählt zuletzt 2008, Yves Jaunaux (UMP).  

## Gemeinden
Der Kanton umfasste 18 Gemeinden:
| Gemeinde                 | Einwohner Jahr | Fläche km² | Bevölkerungsdichte | Postleitzahl | Code INSEE |
| ------------------------ | -------------- | ---------- | ------------------ | ------------ | ---------- |
| Amillis                  | 813 (2013)     | –          | – Einw./km²        | 77120        | 77002      |
| La Chapelle-Moutils      | 425 (2013)     | –          | – Einw./km²        | 77320        | 77093      |
| Chartronges              | 295 (2013)     | –          | – Einw./km²        | 77320        | 77097      |
| Chevru                   | 1096 (2013)    | –          | – Einw./km²        | 77320        | 77113      |
| Choisy-en-Brie           | 1374 (2013)    | –          | – Einw./km²        | 77320        | 77116      |
| Dagny                    | 333 (2013)     | –          | – Einw./km²        | 77320        | 77151      |
| La Ferté-Gaucher         | 4770 (2013)    | –          | – Einw./km²        | 77320        | 77182      |
| Jouy-sur-Morin           | 2157 (2013)    | –          | – Einw./km²        | 77320        | 77240      |
| Lescherolles             | 485 (2013)     | –          | – Einw./km²        | 77320        | 77247      |
| Leudon-en-Brie           | 167 (2013)     | –          | – Einw./km²        | 77320        | 77250      |
| Marolles-en-Brie         | 397 (2013)     | –          | – Einw./km²        | 77120        | 77278      |
| Meilleray                | 507 (2013)     | –          | – Einw./km²        | 77320        | 77287      |
| Montolivet               | 242 (2013)     | –          | – Einw./km²        | 77320        | 77314      |
| Saint-Barthélemy         | 361 (2013)     | –          | – Einw./km²        | 77320        | 77402      |
| Saint-Mars-Vieux-Maisons | 271 (2013)     | –          | – Einw./km²        | 77320        | 77421      |
| Saint-Martin-des-Champs  | 705 (2013)     | –          | – Einw./km²        | 77320        | 77423      |
| Saint-Rémy-la-Vanne      | 987 (2013)     | –          | – Einw./km²        | 77320        | 77432      |
| Saint-Siméon             | 892 (2013)     | –          | – Einw./km²        | 77169        | 77436      |

## Bevölkerungsentwicklung
| 1968 | 1975   | 1982   | 1990   | 1999   | 2006   |
| ---- | ------ | ------ | ------ | ------ | ------ |
| 9881 | 10.813 | 11.151 | 12.362 | 13.844 | 14.857 |